# Открытый чемпионат Ташкента по теннису
Открытый чемпионат Ташкента — профессиональный международный теннисный турнир, проводившийся с 1999 по 2019 год у женщин и с 1997 по 2002 год у мужчин осенью в столице Узбекистана, городе Ташкент на хардовых кортах. У женщин относился к международной серии WTA с турнирной сеткой, рассчитанной на 32 участницы в одиночном разряде и 16 пар. У мужчин относился к международной серии ATP с турнирной сеткой, рассчитанной на 32 участника в одиночном разряде и 16 пар.

## Общая информация
Соревнование основано накануне сезона-1997 как мужской турнир; приз был размещён в осенней части календаря, вскоре после Открытого чемпионата США, получив имя президента Узбекистана. В 2003 году соревнование решением ATP было перенесено в Бангкок.
Женский турнир был создан как отдельное соревнование в 1999 году. Первые соревнования прошли летом: в рамках отрезка календаря, предшествующего US Open Series. В 2003 году, с закрытием мужского турнира, женские соревнования были перенесены на осень.
Соревнования всегда относились к базовой категории мужского и женского тура. Последний розыгрыш турнира прошёл в 2019 году.
Победители и финалисты
Женский одиночный и мужской парный турниры за всю историю ни один спортсмен не смог покорить дважды. Мужской одиночный турнир по два раза покорялся британцу Тиму Хенману и россиянину Марату Сафину. Трижды играл в финалах другой россиянин — Евгений Кафельников, но он завоевал лишь один титул. Женский парный турнир пять раз покорялся белоруске Татьяне Пучек. На момент последней победы лишь три теннисистки выигрывали один и тот же турнир в паре чаще. Хозяева выигрывали домашний турнир дважды: Ирода Туляганова выиграла женский одиночный турнир в 2000 году, а Олег Огородов — мужской парный турнир в 1999 году.

## Финалы турнира

### Одиночный разряд
| Год  | Чемпион             | Финалист            | Счёт       |
| ---- | ------------------- | ------------------- | ---------- |
| 2002 | Евгений Кафельников | Владимир Волчков    | 7-6(6) 7-5 |
| 2001 | Марат Сафин (2)     | Евгений Кафельников | 6-2 6-2    |
| 2000 | Марат Сафин         | Давиде Сангвинетти  | 6-3 6-4    |
| 1999 | Николас Кифер       | Жорж Бастль         | 6-4 6-2    |
| 1998 | Тим Хенмен (2)      | Евгений Кафельников | 7-5 6-4    |
| 1997 | Тим Хенмен          | Марк Россе          | 7-6 6-4    |

| Год  | Чемпионка               | Финалистка          | Счёт           |
| ---- | ----------------------- | ------------------- | -------------- |
| 2019 | Алисон ван Эйтванк      | Сорана Кырстя       | 6-2 4-6 6-4    |
| 2018 | Маргарита Гаспарян      | Анастасия Потапова  | 6-2 6-1        |
| 2017 | Катерина Бондаренко     | Тимея Бабош         | 6-4 6-4        |
| 2016 | Кристина Плишкова       | Нао Хибино          | 6-3 2-6 6-3    |
| 2015 | Нао Хибино              | Донна Векич         | 6-2 6-2        |
| 2014 | Карин Кнапп             | Бояна Йовановски    | 6-2 7-6(4)     |
| 2013 | Бояна Йовановски        | Ольга Говорцова     | 4-6 7-5 7-6(3) |
| 2012 | Ирина-Камелия Бегу      | Донна Векич         | 6-4 6-4        |
| 2011 | Ксения Первак           | Ева Бирнерова       | 6-3 6-1        |
| 2010 | Алла Кудрявцева         | Елена Веснина       | 6-4 6-4        |
| 2009 | Шахар Пеер              | Акгуль Аманмурадова | 6-3 6-4        |
| 2008 | Сорана Кырстя           | Сабина Лисицки      | 2-6 6-4 7-6(4) |
| 2007 | Полин Пармантье         | Виктория Азаренко   | 7-5 6-2        |
| 2006 | Сунь Тяньтянь           | Ирода Туляганова    | 6-2 6-4        |
| 2005 | Михаэлла Крайчек        | Акгуль Аманмурадова | 6-0 4-6 6-3    |
| 2004 | Николь Вайдишова        | Виржини Раззано     | 5-7 6-3 6-2    |
| 2003 | Вирхиния Руано Паскуаль | Саори Обата         | 6-2 7-6(2)     |
| 2002 | Мари-Гаяне Микаэлян     | Татьяна Пучек       | 6-4 6-4        |
| 2001 | Бьянка Ламаде           | Седа Норландер      | 6-3 2-6 6-2    |
| 2000 | Ирода Туляганова        | Франческа Скьявоне  | 6-3 2-6 6-3    |
| 1999 | Анна Смашнова           | Лоран Куртуа        | 6-3 6-3        |

### Парный разряд
| Год  | Чемпионы                            | Финалисты                    | Счёт            |
| ---- | ----------------------------------- | ---------------------------- | --------------- |
| 2002 | Дэвид Адамс Робби Кёниг             | Мартин Веркерк Рамон Слёйтер | 6-2 7-5         |
| 2001 | Жюльен Бутте Доминик Хрбаты         | Мариус Барнард Джим Томас    | 6-4 3-6 [13-11] |
| 2000 | Джастин Гимелстоб Скотт Хамфрис     | Мариус Барнард Робби Кёниг   | 6-3 6-2         |
| 1999 | Олег Огородов Марк Россе            | Марк Кейл Лоренцо Манта      | 7-6 7-6         |
| 1998 | Стефано Пескосолидо Лоуренс Тилеман | Кеннет Карлсен Шенг Схалкен  | 7-5 4-6 7-5     |
| 1997 | Винченцо Сантопадре Винсент Спейди  | Хишам Арази Эял Ран          | 6-4 6-7 6-0     |

| Год  | Чемпионки                                       | Финалистки                              | Счёт              |
| ---- | ----------------------------------------------- | --------------------------------------- | ----------------- |
| 2019 | Хэйли Картер Луиза Стефани                      | Сабрина Сантамария Далила Якупович      | 6-3 7-6(4)        |
| 2018 | Ольга Данилович Тамара Зиданшек                 | Ирина-Камелия Бегу Йоана Ралука Олару   | 7-5 6-3           |
| 2017 | Тимея Бабош (2) Андреа Главачкова               | Оксана Калашникова Нао Хибино           | 7-5 6-4           |
| 2016 | Йоана Ралука Олару (2) Ипек Сойлу               | Рената Ворачова Деми Схюрс              | 7-5 6-3           |
| 2015 | Маргарита Гаспарян Александра Панова (2)        | Вера Душевина Катерина Синякова         | 6-1 3-6 [10-3]    |
| 2014 | Александра Крунич Катерина Синякова             | Маргарита Гаспарян Александра Панова    | 6-2 6-1           |
| 2013 | Тимея Бабош Ярослава Шведова                    | Ольга Говорцова Мэнди Минелла           | 6-3 6-3           |
| 2012 | Паула Каня Полина Пехова                        | Весна Долонц Анна Чакветадзе            | 6-2 — отказ       |
| 2011 | Элени Данилиду Виталия Дьяченко                 | Людмила Киченок Надежда Киченок         | 6-4 6-3           |
| 2010 | Александра Панова Татьяна Пучек (5)             | Александра Дулгеру Магдалена Рыбарикова | 6-3 6-4           |
| 2009 | Ольга Говорцова Татьяна Пучек (4)               | Екатерина Деголевич Виталия Дьяченко    | 6-2 6-7(1) [10-8] |
| 2008 | Йоана-Ралука Олару Ольга Савчук                 | Нина Братчикова Катрин Вёрле            | 5-7 7-5 [10-7]    |
| 2007 | Екатерина Деголевич Анастасия Екимова           | Татьяна Пучек Анастасия Родионова       | 2-6 6-4 [10-7]    |
| 2006 | Виктория Азаренко Татьяна Пучек (3)             | Эммануэль Гальярди Мария Елена Камерин  | Без игры          |
| 2005 | Мария Елена Камерин Эмили Луа                   | Галина Воскобоева Анастасия Родионова   | 6-3 6-0           |
| 2004 | Адриана Серра-Дзанетти Антонелла Серра-Дзанетти | Марион Бартоли Мара Сантанджело         | 1-6 6-3 6-4       |
| 2003 | Юлия Бейгельзимер Татьяна Пучек (2)             | Ли Тин Сунь Тяньтянь                    | 6-3 7-6(0)        |
| 2002 | Татьяна Перебийнис Татьяна Пучек                | Миа Бурич Галина Фокина                 | 7-5 6-2           |
| 2001 | Патриция Вартуш (2) Петра Мандула               | Татьяна Перебийнис Татьяна Пучек        | 6-1 6-4           |
| 2000 | Ли На Ли Тин                                    | Анна Запорожанова Ирода Туляганова      | 3-6 6-2 6-4       |
| 1999 | Патриция Вартуш Евгения Куликовская             | Ева Бес Остарис Хисела Риера Роура      | 7-6(3) 6-0        |